# Смирнов Геннадій Олексійович
Геннадій Олексійович Смирнов (17 червня 1953, станція Якшанга, тепер Поназирьовського району Костромської області, Російська Федерація) — радянський діяч, машиніст комбайна копальні 2-го рудоуправління виробничого об'єднання «Уралкалій» міста Березники Пермської області. Член ЦК КПРС у 1990—1991 роках.

## Життєпис
У 1970 році закінчив середню школу.
У 1970—1971 роках — пікетажист копальні об'єднання «Уралкалій» Пермської області.
З 1971 по 1973 рік служив у Радянській армії.
У 1974—1981 роках — електрослюсар копальні об'єднання «Уралкалій» Пермської області.
Член КПРС з 1980 року.
У 1981—1982 роках — машиніст самохідних вагонів, у 1982—1984 роках — гірничий робітник очисного вибою, з 1984 року — машиніст комбайна копальні 2-го рудоуправління виробничого об'єднання «Уралкалій» державної агрохімічної асоціації «Агрохім» міста Березники Пермської області.
У 1993 році закінчив Пермський політехнічний інститут.
Подальша доля невідома.